# Florence Nightingale Betegápolási és Szülészeti Iskola
A Florence Nightingale Betegápolási és Szülészeti Iskola  egy iskola a King’s College London keretein belül. Elsősorban ápolók és szülészek képzésével foglalkozik. Keretein belül folyik ápolási kutatás, szakirányú továbbképzés és posztgraduális oktatás.
Az iskola története egészen az első ápolói iskoláig, a Florence Nightingale által a St Thomas’ Kórházban megnyitott iskoláig visszavezethető. Az iskola a Temze déli partján, a Waterloo állomás mellett fekvő épületben van ma elhelyezve. Ma az egyetem egyik legnagyobb iskolája.

## Külső hivatkozások
- KCL school of nursing website